# Mektoub, My Love: Intermezzo
Mektoub, My Love: Intermezzo es una película dramática erótica francesa de 2019 producida, coescrita y dirigida por Abdellatif Kechiche. La película es una secuela de la película Mektoub, My Love: Canto Uno de Kechiche de 2017 y, al igual que su predecesora, está basada en la novela La Blessure, la vraie escrita por François Bégaudeau. Está protagonizada por Shaïn Boumedine, Ophélie Bau, Salim Kechiouche, Alexia Chardard, Lou Luttiau y Hafsia Herzi.
Mektoub My Love, Intermezzo se estrenó en competición en el Festival de Cine de Cannes de 2019 y fue muy criticada. La película también recibió controversia en torno al tratamiento de Bau en el set. Supuestamente, una tercera y última película había terminado de filmarse, pero no está claro su estado luego de problemas legales con la productora de Kechiche.

## Sinopsis
En 1994, Ophélie descubre que está embarazada del hijo de su amante a pesar de que está comprometida y pronto se casará con su prometido. Con el verano a punto de terminar, contempla ir a París para abortar. Ella y sus amigos deciden pasar una noche en un club de Sète donde tiene sexo con su otro amigo.

## Reparto
- Shain Boumedine como Amin
- Ophélie Bau como Ophélie
- Salim Kechiouche como Tony
- Alexia Chardard como Charlotte
- Lou Luttiau como Céline
- Hafsia Herzi como Camelia

## Producción
La decisión de separar esta película de la película Mektoub, My Love: Canto Uno (2017) provocó que los productores de Kechiche retiraran los fondos para la posproducción de ambas películas en 2017. Kechiche finalmente encontró los fondos necesarios para terminar ambas películas, en parte mediante la subasta de la Palma de Oro que ganó por Blue Is the Warmest Color (2013).

## Recepción
La película fue criticada por la crítica tras su estreno en el Festival de Cine de Cannes de 2019. En el sitio web del agregador de reseñas Rotten Tomatoes, la película tiene un índice de aprobación del 10% basado en 21 reseñas, con una calificación promedio de 2.9/10 . El consenso de los críticos del sitio web dice: "Sin alegría y con una fotografía desagradable, el segundo capítulo de Abdellatif Kechiche en su epopeya romántica está demasiado enamorado de los traseros para ofrecer al público una razón para preocuparse". Metacritic, que utiliza un promedio ponderado, asignó a la película una puntuación de 10 sobre 100, basada en 11 críticos, lo que indica "desagrado abrumador".

## Controversia
La película presentaba una escena de sexo no simulada de 13 minutos en la que la actriz Ophélie Bau recibe sexo oral del actor Roméo de Lacour y llega al orgasmo. Poco antes del estreno de la película en Cannes, salió a la luz un informe de que Kechiche presionó a los actores involucrados para que consumieran alcohol para terminar la escena a pesar de su renuencia a hacerlo. Bau asistió al estreno de la película, pero se fue antes de la proyección y no asistió a la conferencia de prensa de la película. En 2020 reveló que se negó a asistir a la proyección porque le había pedido a Kechiche que le permitiera ver la escena de sexo en cuestión en una proyección privada antes de que la película se mostrara públicamente, solicitud que él negó.

## Secuela potencial
Según los informes, una tercera y última entrada había terminado la producción, sin embargo, la productora de Kechiche se volvió financieramente insolvente y puso en duda su capacidad para completar la película, dejándola atrapada en la fase de posproducción.